# Svart fjäril
Svart fjäril är en deckarroman från 2005 av den svenska författaren Anna Jansson.

## Handling
Här är Maria Wern lite mer i bakgrunden. Huvudpersonen är hennes kollega, kriminalinspektör Per Arvidsson. Han har flyttat till Örebro för att komma över sin förälskelse i Maria och börja ett nytt liv. Och där träffar han på flera nya och mer eller mindre skumma kvinnor: Han upptäcker att han har en tidigare okänd syster Pernilla (med otrogen make), han blir blixtkär i Felicia (som ljuger och har många hemligheter), han blir "stalkad" av Bella (som verkar desperat) och får en ny kvinnlig kollega Lena (som verkar ha så många privata problem att hon slöar på jobbet). Samtidigt härjar en kvinnlig pyroman i stan. 

## Filmatisering
Boken filmatiserades 2011. I filmen bor och jobbar dock Per Arvidsson kvar på Gotland, dit hans biologiska syster, som ursprungligen bodde i Jönköping, flyttat för att arbeta på Gotlands Allehanda.